# Močidla
Močidla (německy Mocidla) je malá vesnice, část obce Jiřice v okrese Pelhřimov. Nachází se asi 2,5 km na jihozápad od Jiřic. V roce 2009 zde bylo evidováno 8 adres. V roce 2001 zde trvale žilo 20 obyvatel. Žije zde 17 obyvatel.
Močidla leží v katastrálním území Jiřice u Humpolce o výměře 11,29 km2.